# Freya Stark
Dame Freya Madeleine Stark (ur. 31 stycznia 1893 w Paryżu, zm. 9 maja 1993 w Asolo) – brytyjska autorka relacji z podróży.
Jej rodzice studiowali malarstwo w Paryżu: ojciec był angielskim malarzem z Devonshire, matka Flora Włoszką pochodzenia polsko-niemieckiego. Freya dużą część dzieciństwa spędziła w północnych Włoszech. Na 9. urodziny dostała egzemplarz Księgi tysiąca i jednej nocy i tak zaczęła się jej fascynacja Orientem. Później nauczyła się arabskiego i perskiego, studiowała historię w Londynie. W 1927 roku odbyła pierwszą podróż na Wschód.
Freya Stark była sławna za życia dzięki swoim podróżom po Bliskim Wschodzie, które opisywała w książkach (około 30). Tworzyła też mapy. Jako jedna z pierwszych kobiet z Zachodu przemierzyła pustynie Arabii (Hadramaut); często podróżowała samotnie w rejonach, które odwiedziło wcześniej niewielu Europejczyków. Odbyła na przykład trzy niebezpieczne wędrówki w zachodnim Iranie, gdzie odnalazła Dolinę Asasynów. W 1972 roku została mianowana Damą Orderu Imperium Brytyjskiego.

## Książki
- Baghdad Sketches (Bagdad, 1932).
- The Valleys of the Assassins (Londyn, 1934).
- The Southern Gates of Arabia (Londyn, 1936).
- Seen in the Hadhramaut (Londyn 1938).
- A Winter in Arabia (Londyn, 1940).
- Letters from Syria (Londyn, 1943).
- East is West (Londyn, 1945).
- Traveller’s Prelude (Londyn, 1950).
- Beyond Euphrates. Autobiography 1928-1933 (Londyn, 1951).
- The Coast of Incense (Londyn, 1953).
- Ionia, A Quest (Londyn, 1954).
- The Lycian Shore (Londyn, 1956).
- Alexander’s Path: From Caria to Cilicia (Londyn, 1958).
- Riding to the Tigris (Londyn, 1959).
- Dust in the Lion’s Paw. Autobiography 1939-46 (Londyn, 1961).
- Rome on the Euphrates (Londyn, 1966).
- The Zodiac Arch (Londyn, 1968).
- A Peak in Darien (Londyn 1976).
- The Journey’s Echo: Selected Travel Writings (Ecco, 1988).